# Circumvesuviana
Circumvesuviana (Чиркумвезувиана  (итал.), буквально «Вокруг Везувия») — железнодорожная компания, занимающаяся перевозками по побережью Неаполитанского залива и на север от Везувия. 142-километровая сеть полностью обособлена от остальной сети железных дорог Италии. Все линии электрифицированы, питание от воздушного контактного провода, колея 950 мм. В сети 96 станций, среднее расстояние между ними — 1,5 км.
Сеть покрывает регион с населением около 2 миллионов человек в 47 муниципалитетах, в том числе: Скафати, Сарно и Сан-Валентино Торио в провинции Салерно, Авелла и Ваяно в провинции Авеллино. Сеть формирует важную транспортную и коммерческую артерию, а также возит туристов в Помпеи, Геркуланум, Стабии.
Все линии начинаются на станции Napoli Porta Nolana, затем проходят через Napoli Garibaldi, потом разделяются и расходятся в разные стороны.
27 декабря 2012 года Circumvesuviana была поглощена компанией Ente Autonomo Volturno.

## Линии
На карте также обозначен фуникулёр от станции Синей линии Кастелламмаре-ди-Стабия — на гору Монте Файто.
| Линия                                 | Открыта | Длина, км | Кол-во станций | Маршрут                                     | Кол-во остановок | Время в пути |
| ------------------------------------- | ------- | --------- | -------------- | ------------------------------------------- | ---------------- | ------------ |
| Неаполь — Баяно                       | 1885    | 38        | 28             | Порта Нолана                                | 28               | 59           |
| Неаполь — Сарно                       | 1891    | 38        | 28             | Порта Нолана — Оттавиано — Сарно            | 28               | 65           |
| Неаполь — Поджомарино                 | 1904    | 35        | 25             | Порта Нолана — Скафати — Поджомарино        | 25               | 57           |
| Неаполь — Сорренто                    | 1932    | 47        | 36             | Порта Нолана — Торре Аннунзиата — Сорренто  | 36               | 68           |
| Ответвление Ботегеле — Сан Джорджо    | 2001    | 8         | 7              | Порта Нолана — «Главный офис» — Сан Джорджо | 11               | 15           |
| Ответвление Помильяно-д’Арко — Ачерра | 2005    | 3         | 4              | Порта Нолана — Помильяно — Ачерра           | 16               | 28           |

## Подвижной состав
Используются два типа подвижного состава, оба электрические: электропоезда FE220 и сочленённые поезда ETR211 «Metrostar». Контактная сеть — воздушный провод — позволяет локомотивам развивать мощность до 500 кВт.
Электропоезда FE220 обычно состоят из двух поездов по 2 или 3 вагона в каждом, выкрашенных в белый цвет с красными дверями и кабинами.
26 поездов ETR211 «Metrocar» были введены в эксплуатацию между ноябрём 2008 и сентябрём 2009. Это сочленённые трёхвагонные поезда дизайна Пининфарина, произведённые Firema совместно с AnsaldoBreda, вмещающие до 450 человек и оборудованные туалетами, автопилотом и самовыравнивающейся подвеской.

## Notes
1. ↑  До станции Ботегеле идёт вместе с основным ходом линии Неаполь — Баяно (фиолетовая).
2. ↑  До станции Помильяно-д’Арко идёт вместе с основным ходом линии Неаполь — Баяно (жёлтая).